# Christian Teilmann Rosenørn
Christian Teilmann Rosenørn, født Rosenørn (født 8. april 1741 i Nykøbing Falster, død 27. februar 1812 i Thorstrup) var en dansk godsejer.
Han var søn af amtmand, konferensråd Peder Otto Rosenørn (1708-1751) og Eva Margrethe Grüner (1721-1760) og arvede herregården Hersomgård. 27. juli 1790 antog han tilnavnet Teilmann, da han via sin hustru blev ejer af stamhuset Nørholm.
Han havde en militær karriere, idet Rosenørn blev karakteriseret kornet i 1. jyske nationale Rytterregiment 1756, virkelig kornet 1758 med garnison i Slagelse, karakteriseret premierløjtnant 1760, kaptajn og chef for et stående kompagni i det 4. søndenfjeldske (Brockenhuusiske) nationale Dragonregiment 1761. Dette regiment blev opløst 1766, og Rosenørn blev forsat tii 1. søndenfjeldske (Sehestedske) Dragonregiment som sekondkaptajn. Han var på ventepenge 1767, men blev sekondkaptajn i det jyske (Lüttichauske) gevorbne Dragonregiment samme år, eskadronchef i samme regiment 1772. Regimentet kaldtes fra 23. juli 1772 »Jydske Regiment Rytteri« og Rosenørn blev dragon-kaptajn (»ritmester«) og tertsmajor 1774. 1776 forlod han Hæren og blev samme år kammerherre.
Først i sen alder indgik han ægteskab den 29. august 1777 med Kirstine Maria Wormskiold (8. juni 1752 i Bramming – 13. december 1817 på Nørholm), datter af Henrik Christian Worm de Wormskiold (1726-1760) og Ingeborg Christiane Teilmann (1720-1785). Børn:
1. Peder Otto Rosenørn (1778-1828), amtmand
2. Ingeborg Christiane Teilmann Rosenørn (11. juli 1780 på Hersomgård – 12. august 1861 på Nørholm), besidder af stamhuset Nørholm
3. Henrik Christian baron Rosenørn-Lehn (1782-1847)
4. Carl Gustav Rosenørn (1784-1858), stiftamtmand
5. Thøger Emilius "Emil" Rosenørn (1787-1819), søofficer
6. Andreas Carl Rosenørn (5. september 1790 på Hersomgård – 27. april 1841 på Søvig), til Søvig
7. Leopold Rosenørn (5. oktober 1792 på Nørholm – 12. august 1840 på Nørholm), justitsråd og landvæsenskommissær